# Портрет батька Дюрера в 70 років
«Портрет батька Дюрера в 70 років» — картина, що приписується німецькому художнику Альбрехту Дюреру, за іншою версією - це копія з оригіналу Дюрера, написана в другій половині XVI століття.

## Історія картини
Вважається, що ця робота була створена в якості пари до «Автопортрету» Альбрехта Дюрера, датованого 1498 роком . Обидві картини мають однаковий розмір, моделі на них зображені в половину зросту. Портрети були передані Нюрнбергом у листопаді 1636 року Томасу Говарду, графу Арундела, для англійського короля Карла I в якості роботи найбільш знаменитого мешканця міста - Дюрера-сина . Після повалення Карла I з англійського трону, за часів Кромвеля, королівська колекція була розібрана і, зрештою, обидві картини  опинились у розпорядженні якогось Річарда Саймонда в 1653 році. Про те, яка доля спіткала портрет батька Дюрера в подальшому відомостей немає. Відомо лише те, що у 1904 році він був придбаний Лондонською Національною галереєю у виконувача заповіту леді Ашбертон Вільяма Комптона, маркіза Нортхемптонського Вільяма Комптона, маркіза Нортхемптонського (інв. № NG1938). Що стосується автопортрета Дюрера, то він був куплений музеєм Прадо, розташованим у Мадриді .
На момент придбання портрета Національною галереєю не було достатньої інформації про походження картини. На зворотному боці дошки збереглася фрагменти паперової етикетки, яка була датована по зображенню літер  XVII століттям, і була схожа на етикетку з автопортрета Дюрера 1498 року. Також було відзначено схожість зображеного чоловіка з портретом Альбрехта Дюрера Старшого (1490) і його автопортретом (1486). В інвентарному описі колекції Карла I (1639) одна з картин була названа портретом батька художника, в чорній шапці «відповідно до старої угорської моди», одягненого в «темно-жовтому одязі, у широких рукавах якого він сховав руки», написаним «по червоному грунту в тріщинах». Мистецтвознавці вважають, що це, без сумніву, опит портрету, що зберігається наразі в Національній галереї, оскільки жоден з відомих портретів Дюрера-батька, окрім лондонського, не має вищезазначеного червонуватого фону.

## Атрибуція

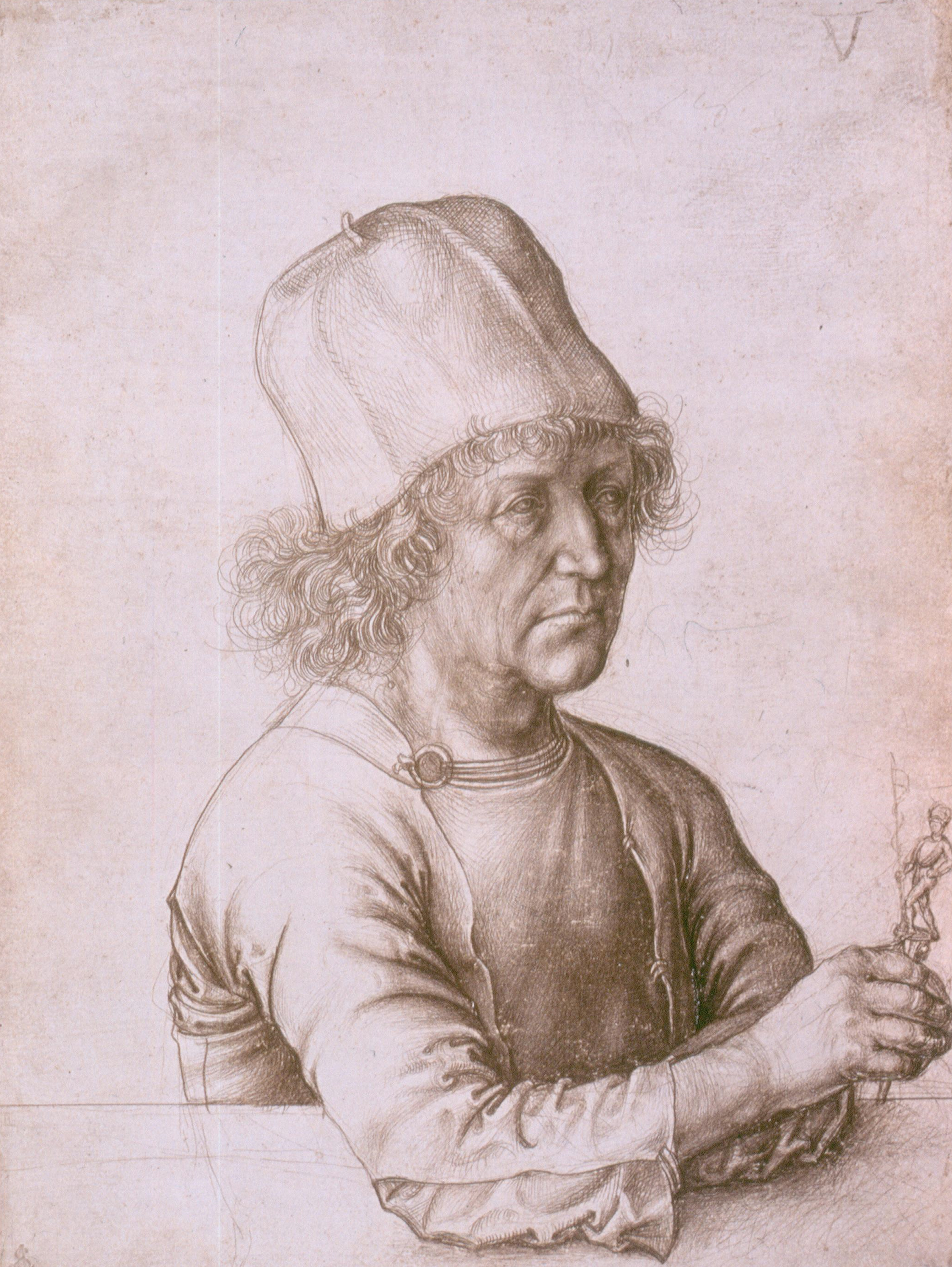
Ймовірний автопортрет Альбрехта Дюрера старшого, 1486. Малюнок срібним олівцем. Приписується Альбрехту Дюреру Старшому. Альбертіна, Відень

Портрет зберігся у поганому стані, оскільки є суттєві втрати барвистого шару фону та одягу натурщика. Картина була розчищена у 1955 році, у ході роботи над картиною фахівцям вдалося проявити рожевий фон портрету, який до цього був покритий «коричневою глазур'ю». Питання авторства роботи залишається дискутивним у мистецтвознавчому середовищі, оскільки лише певна частина фахівців вважає, що цей портрет є насправді роботою Альбрехта Дюрера . Однак в Лондонській Національній Галереї портрет експонується як «приписуваний Альбрехту Дюреру» (у каталозі німецького живопису 1959 року саме так його атрибував Майкл Левей).  На авторстві  Дюрера наполягали також такі фахівці як Фрідріх Вінклер та Федя Анцелевскі . У тому, що це справжня робота знаменитого художника сумнівалися мистецтвознавці Кемпбелл Доджсон , Ервін Панофскі, Макс Фрідлендер та Ернст Бухер.

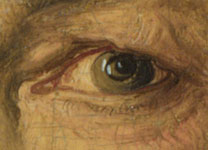
Деталі

Портрет з Національної галереї вважається фахівцями одним із найбільш вдалих зображень батька художника, хоча техніка його виконання відмінна від справжніх робіт Дюрера. У жодної відомої картини Дюрера немає такого недбалого фону. Більше того, художник ніде не використовував для нього рожевий тону, окрім портрета Бернхарда ван Реезена. На лондонській картині фон, виконаний мареною, згодом вицвів, при цьому на ньому ставали дедалі більш помітнішими окремі смуги . На верхньому краю дошки виконаний напис ультрамарином, хоча Дюрер ніколи не підписував свої роботи цієї фарбою, не дивлячись на те, що, як і інші художники тієї епохи, він широко використовував її при написанні своїх картин.
Не характерними для робіт Дюрера є і грубі тріщини, що з'явилися в товстому шарі фарби. Зазвичай Дюрер ретельно і тонко прописував кожен шар своїх картин, намагаючись добитись максимально гладкої поверхні. Автор лондонського портрету ймовірно працював у швидкому темпі, виконавши фон за один раз товстим шаром фарби. Порівняння цієї картини з безперечно визнаними творами Дюрера (перш за все створеними на рубежі XV-XVI століть, такими як «Портрет Освальда Креля» і «Автопортрет» з Прадо) привело окремих дослідників до висновку про те, що це радше за все копія з втраченого оригіналу. Час її виконання датується приблизно другою половиною XVI століття. 
Відомо, що картини та гравюри  Дюрера копіювалися ще за його життя. Деякі копії виконувалися самим Дюрером або під його наглядом. Після смерті Дюрера, коли його слава дедалі більше зростала, практика копіювання його робіт продовжила своє існування. Існує версія, що до 1636 року, коли мешканці міста Нюрнберга подарували дві картини англійському королю, про те, що один з портретів був написаний не Альбрехтом Дюрером, вже забули. 